# Посольство России в Армении
Посо́льство Росси́йской Федера́ции в Респу́блике Арме́ния — дипломатическое представительство Российской Федерации в Республике Армения, расположенное в столице государства — Ереване.
Чрезвычайным и полномочным послом Российской Федерации в Армении с 6 апреля 2018 года является Сергей Павлович Копыркин.

## История
В начале 1992 года Россия начала устанавливать дипломатические отношения со странами созданного в декабре 1991 года Содружества Независимых Государств. 2 марта 1992 года президент России Борис Ельцин назначил первым послом Владимира Ступишина. 18 марта 1992 года ему был присвоен дипломатический ранг Чрезвычайного и полномочного посла. Дипломатические отношения между Россией и Арменией установлены 3 апреля 1992 года. В конце апреля российский посол получил агреман. Первая официальная делегация прибыла в Ереван в мае 1992 года, возглавлял её посол по особым поручениям Всеволод Олеандров.
С ноября 1992 года послу был предоставлен гостевой домик в расположении бывших дач в историческом районе Еревана Конд.
Для постоянного размещения посольства вначале планировалось передать здание бывшего горкома КПСС, которое на тот момент занимал МИД. Однако затем было предложено недостроенное девятиэтажное здание на улице Григория Просветителя, рядом с горсоветом и главным проспектом столицы на участке не меньше гектара. Предложение было принято. Недалеко от посольства, через дорогу напротив Мэрии Еревана, находится Московский культурно-деловой центр «Дом Москвы».
17 марта 1994 года в Москве было заключено межправительственное соглашение о расконсервации и возобновлении промышленной эксплуатации Армянской АЭС в Мецаморе и в тот же день было оформлено межправительственным соглашением приобретение в собственность России многоэтажного здания с прилегающим земельным участком на улице Григория Просветителя в городе Ереване для размещения в нём всех служб посольства и квартир для сотрудников. Стоимость покупки составила 8 миллионов долларов, которые были списаны с армянского государственного долга России. Купчая была оформлена Ереванским горсоветом 28 апреля 1994 года.

## Галерея

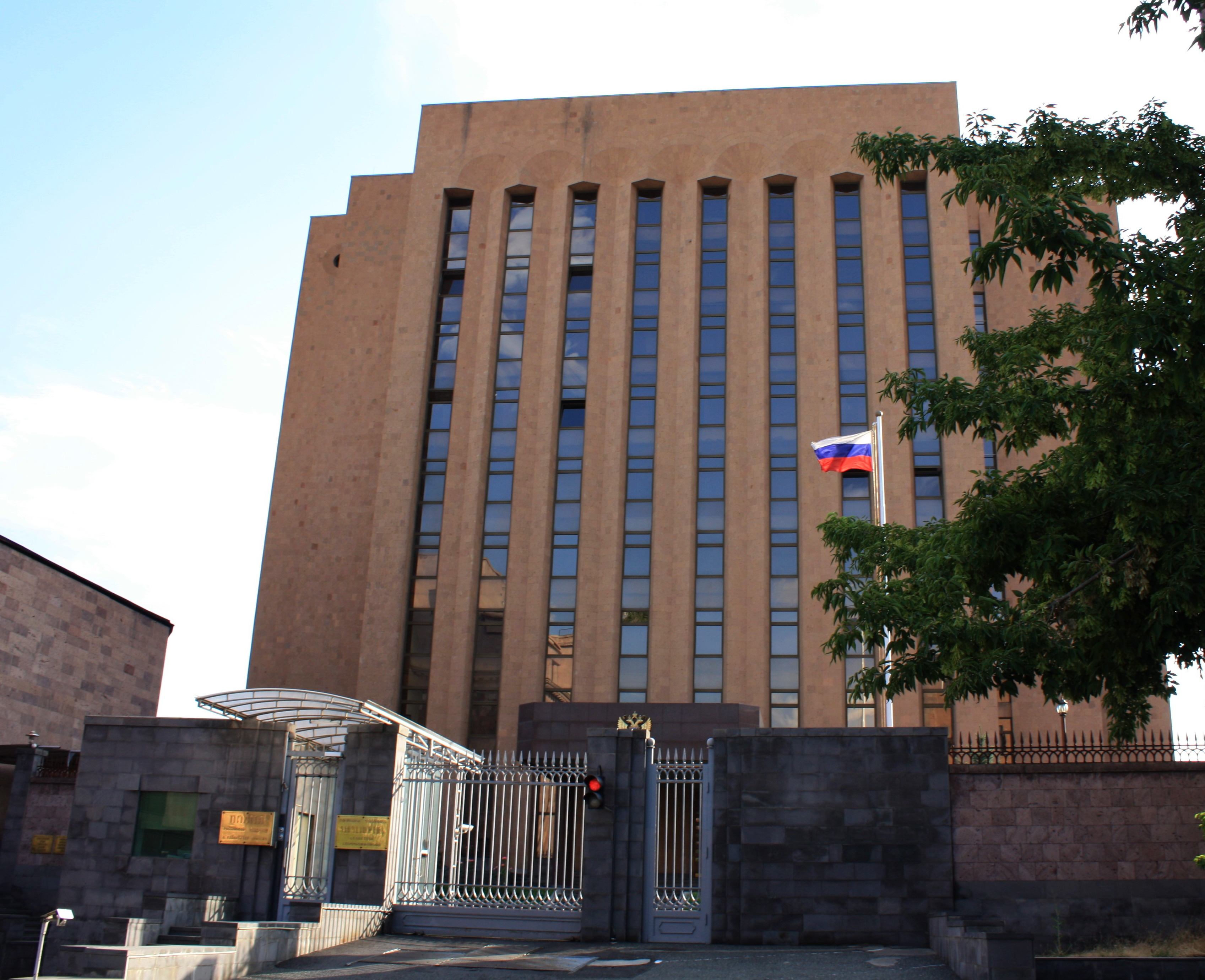
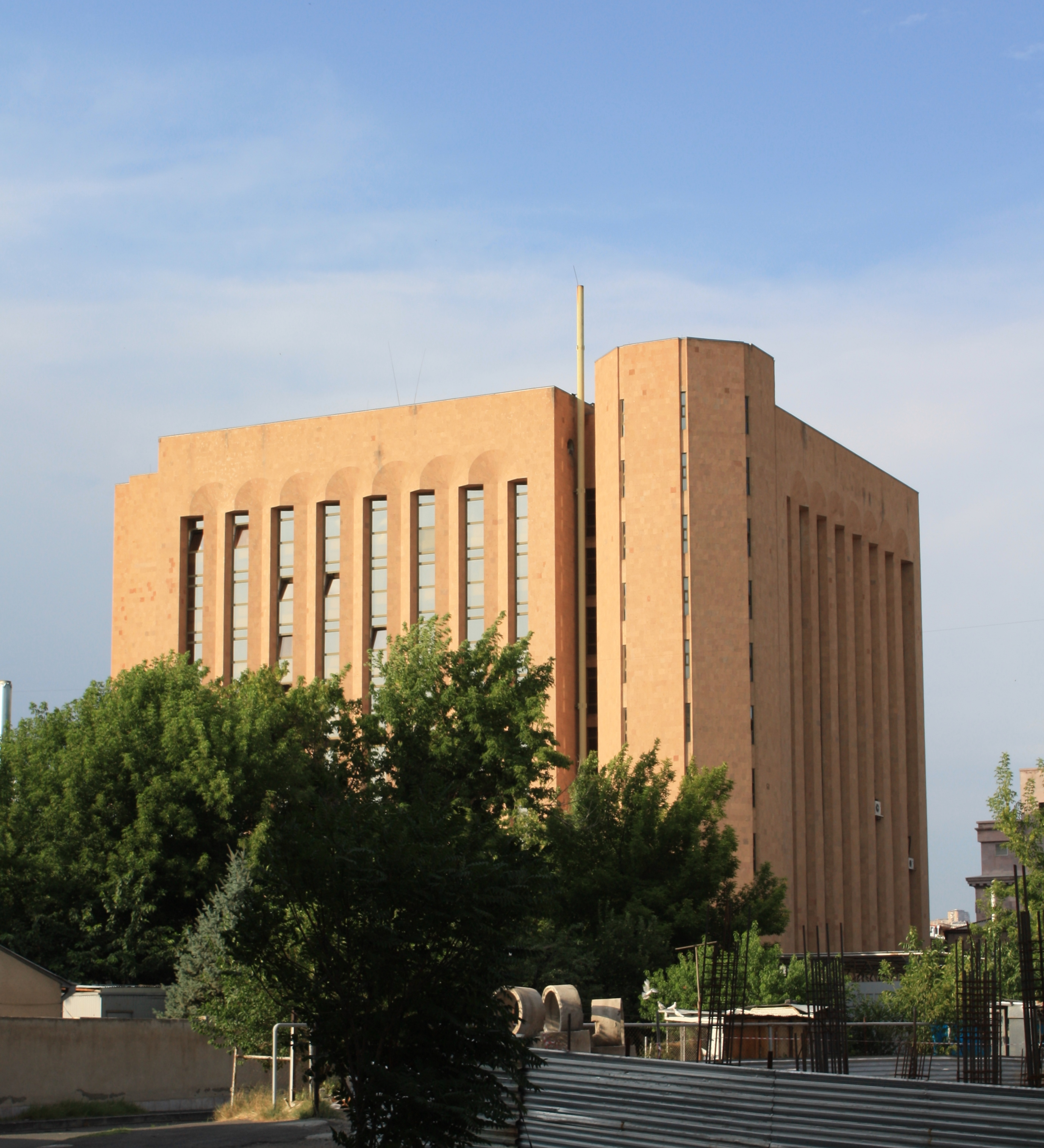
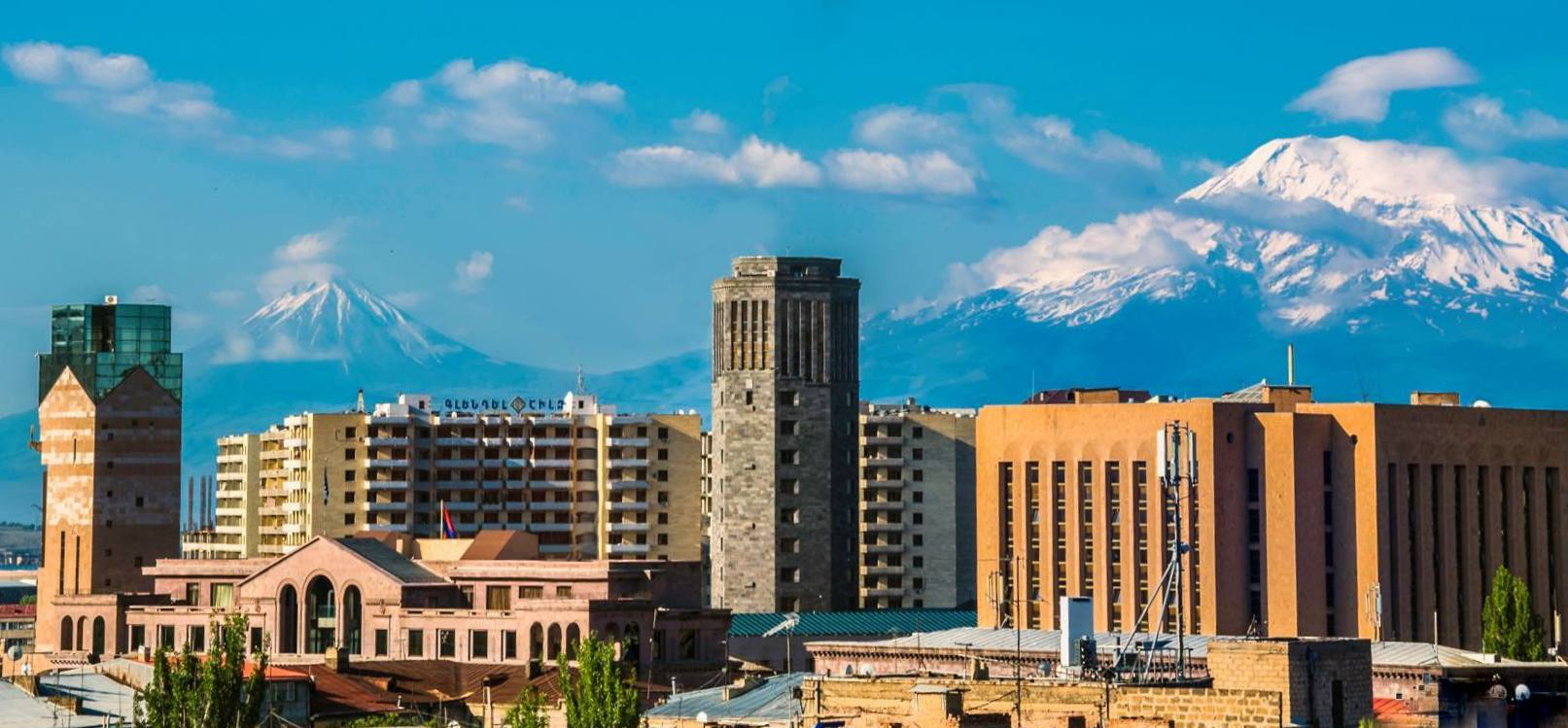
Посольство на фоне горы Арарат и других исторических зданий Еревана